# .sy
Pour les articles homonymes, voir SY.
.sy est le domaine de premier niveau national (country code top level domain : ccTLD) réservé à la Syrie.